# Sam Hinds

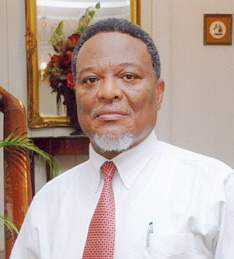
Sam Hinds

Samuel Archibal Anthony Hinds (* 27. Dezember 1943 in Mahaicony) ist ein guyanischer Politiker und war  mit kurzen Unterbrechungen von 1992 bis 2015 Premierminister von Guyana.
Hinds ist Chemie-Ingenieur und arbeitete in der Führung von Rio Tinto Alcan.
Er war Premierminister unter Cheddi Jagan, welcher im März 1997 starb. Danach fungierte er vom 17. März bis zum 19. Dezember desselben Jahres selbst als Präsident. Seine Nachfolgerin wurde Janet Jagan, die Witwe von Cheddi Jagan. Hinds wurde wieder Premierminister. Im August 1999 trat Jagan zurück und Hinds wurde nach ein paar Tagen Unterbrechung Premierminister unter Bharrat Jagdeo.